# 亚历山德里尼夫卡
亚历山德里尼夫卡（烏克蘭語：Олександринівка），是烏克蘭中北部基輔州布羅瓦里區兹胡里夫卡市镇内的村落。始建於1790年，面積0.64平方公里，海拔高度129米，2001年人口113，人口密度每平方公里175.5人。